# Гизинген (Фельдкирх)
Гизинген (Фельдкирх) (нем. Gisingen) — посёлок в Австрии, в федеральной земле Форарльберг. 
Входит в состав округа Фельдкирх. Население 8087 чел. Занимает площадь 8,00 км². 

## История
Название "Гизинген" указывает на алеманское происхождение посёлка. Населённые пункты с окончанием "-инген" были алеманскими поселениями.
Первые жители появились здесь еще в Средневековье, а первое письменное упоминание - в 825 году.
Со средних веков до 1896 года Гизинген относился к церковной общине Альтенштадт. Первая часовня появилась в 1634 году после эпидемии чумы 1629 года, а церковь - в 1864-1865 гг.
До 1926 года Гизинген вместе с поселками Нофельс, Фреш, Бангс и Мачелс являлся частью кадастровой общины Альтенштадт. В том же году все граничащие с Фельдкирхом поселки были присоединены к городу Гросфельдкирх.
После 1945 года поселок стал расти и полностью изменил свой внешний вид. Рост населения продолжается и сейчас.